# Eleições estaduais no Rio Grande do Sul em 1945
As eleições estaduais no Rio Grande do Sul em 1945 foram realizadas em 2 de dezembro de acordo com as regras fixadas no decreto-lei 7.586 e numa resolução do Tribunal Superior Eleitoral publicada em 8 de setembro como parte das eleições gerais em 20 estados, no Distrito Federal e no território federal do Acre. Os gaúchos elegeram dois senadores e vinte e dois deputados federais enviados à Assembleia Nacional Constituinte para elaborar a Constituição de 1946 e restaurar o regime democrático após o Estado Novo.
Elevado ao cargo de presidente da República após um golpe de estado por meio da Revolução de 1930, Getúlio Vargas assumiu o comando do governo provisório onde governou através de decretos assumindo até mesmo as atribuições do Poder Legislativo até a eleição de uma Assembleia Nacional Constituinte, promessa cumprida após a conflagração da Revolução Constitucionalista de 1932 que legou ao país a Constituição de 1934. Graças às disposições transitórias da mesma, foi eleito presidente da República pelos constituintes por via indireta ao derrotar Borges de Medeiros, candidato apoiado pelos paulistas. Com o tempo, a radicalização ideológica entre integralistas e aliancistas fomentou a Intentona Comunista e forneceu a desculpa, alimentada pelo fraudulento Plano Cohen, para o fechamento do regime através do Estado Novo em 1937.
Fase mais repressiva da Era Vargas, o Estado Novo foi guarnecido pela Constituição de 1937 e acabou após a Segunda Guerra Mundial. A essa altura o país já tomara conhecimento do Manifesto dos Mineiros e com o fim do nazi-fascismo, a ditadura varguista foi obrigada a abrir o regime e marcar eleições gerais para 1945. Em 29 de outubro a deposição de Getúlio Vargas levou ao poder o ministro José Linhares, presidente do Supremo Tribunal Federal.
Mesmo fora do poder o ex-ditador não foi importunado e regressou a São Borja. Durante a estadia em sua cidade natal foi agraciado com nove mandatos eletivos. Graças ao ardil das candidaturas múltiplas e a inexistência de regas quanto ao domicílio eleitoral, foi eleito deputado federal pela Bahia, Distrito Federal, Minas Gerais, Paraná, Rio de Janeiro, Rio Grande do Sul e São Paulo, além de senador pelo Rio Grande do Sul e São Paulo. Em meio a tantas opções integrou a bancada gaúcha no Senado Federal pelo PTB, mas renunciou em favor de Camilo Mércio tão logo foi promulgada a Constituição de 1946.
Também eleito senador, o coronel Ernesto Dorneles ingressou no Colégio Militar de Porto Alegre e a seguir na Escola Militar do Realengo. Nascido em São Borja, foi adjunto da Polícia Militar de Minas Gerais durante a interventoria de seu cunhado, Benedito Valadares e a seguir trabalhou com o ministro da Guerra, Eurico Gaspar Dutra. Nomeado interventor federal no Rio Grande do Sul em 1943 como sucessor de Osvaldo Cordeiro de Farias, ingressou na vida política após dois anos e filiou-se ao PSD sendo eleito senador beneficiando-se ainda por ser primo de Getúlio Vargas.

## Resultado da eleição para senador
Com informações do Tribunal Regional Eleitoral do Rio Grande do Sul.
| Candidatos a senador da República | Primeiro suplente de senador | Número | Coligação           | Votação | Percentual |
| --------------------------------- | ---------------------------- | ------ | ------------------- | ------- | ---------- |
| Getúlio Vargas PTB                | Camilo Mércio PSD            | -      | PTB (sem coligação) | 461.913 | 38,98%     |
| Ernesto Dorneles PSD              | Alfredo Simch PSD            | -      | PSD (sem coligação) | 460.113 | 38,83%     |
| Joaquim Luís Osório UDN           | Não havia -                  | -      | UDN (sem coligação) | 95.794  | 8,08%      |
| Francisco Antunes Maciel UDN      | Não havia -                  | -      | UDN (sem coligação) | 95.154  | 8,03%      |
| Luís Carlos Prestes PCB           | Não havia -                  | -      | PCB (sem coligação) | 37.033  | 3,12%      |
| Álvaro Moreira PCB                | Não havia -                  | -      | PCB (sem coligação) | 35.033  | 2,96%      |

## Deputados federais eleitos
São relacionados os candidatos eleitos com informações complementares da Câmara dos Deputados.

Representação eleita
  PSD: 17
  UDN: 2
  PL: 1
  PTB: 1
  PCB: 1

Fonteː
| Deputados federais eleitos | Partido | Votação | Percentual | Cidade onde nasceu    | Unidade federativa |
| Gaston Englert             | PSD     | 52.444  |            | Porto Alegre          | Rio Grande do Sul  |
| Adroaldo Costa             | PSD     | 48.248  |            | Taquari               | Rio Grande do Sul  |
| Brochado da Rocha          | PSD     | 45.579  |            | Porto Alegre          | Rio Grande do Sul  |
| Eloy Rocha                 | PSD     | 26.650  |            | São Leopoldo          | Rio Grande do Sul  |
| Teodomiro Fonseca          | PSD     | 23.518  |            | Cachoeira do Sul      | Rio Grande do Sul  |
| Damaso da Rocha            | PSD     | 23.317  |            | Porto Alegre          | Rio Grande do Sul  |
| Daniel Faraco              | PSD     | 22.740  |            | Florianópolis         | Santa Catarina     |
| João Batista Luzardo       | PSD     | 21.525  |            | Uruguaiana            | Rio Grande do Sul  |
| João Neves da Fontoura     | PSD     | 20.176  |            | Cachoeira do Sul      | Rio Grande do Sul  |
| Raul Pilla                 | PL      | 16.996  |            | Porto Alegre          | Rio Grande do Sul  |
| Flores da Cunha            | UDN     | 16.489  |            | Santana do Livramento | Rio Grande do Sul  |
| Antero Leivas              | PSD     | 14.550  |            | Pelotas               | Rio Grande do Sul  |
| Manuel Duarte              | PSD     | 12.679  |            | [ nota 7 ]            | Rio Grande do Sul  |
| Artur de Sousa Costa       | PSD     | 10.159  |            | Pelotas               | Rio Grande do Sul  |
| Bittencourt de Azambuja    | PSD     | 9.596   |            | Pinhal Grande         | Rio Grande do Sul  |
| Glicério Alves             | PSD     | 9.219   |            | Rio Pardo             | Rio Grande do Sul  |
| Nicolau Vergueiro          | PSD     | 7.731   |            | Passo Fundo           | Rio Grande do Sul  |
| Mércio Teixeira            | PSD     | 7.401   |            | Dom Pedrito           | Rio Grande do Sul  |
| Artur Fischer              | PTB     | 6.595   |            | Venâncio Aires        | Rio Grande do Sul  |
| Pedro Vergara              | PSD     | 6.262   |            | Porto Alegre          | Rio Grande do Sul  |
| Abílio Fernandes           | PCB     | 5.947   |            | Pelotas               | Rio Grande do Sul  |
| Osório Tuiuty              | UDN     | 4.759   |            | São Borja             | Rio Grande do Sul  |